# Binaghia
Binaghia is een geslacht van kevers uit de familie spartelkevers (Mordellidae).
Het geslacht is voor het eerst wetenschappelijk beschreven in 1943 door Franciscolo.

## Soorten
Het geslacht omvat de volgende soorten:
- Binaghia concii Franciscolo, 1943
- Binaghia humerosticta Franciscolo, 1943